# Libaneses
O povo libanês (em árabe: الشعب اللبناني) são um grupo étnico semita, nativo da região do Levante, mais especificamente do Líbano. A diáspora libanesa está localizada sobretudo nas Américas, mas também há colônias libanesas na Europa, África e Austrália.
No Líbano, as principais minorias são os sírios, palestinos, armênios e curdos, mas também há, em números bem reduzidos, assírios, iranianos e europeus (gregos, franceses, e italianos, por exemplo).

## Identidade
Com a conquista árabe da Síria, no século VII, grande parte da população do atual Líbano é arabizada e muitos de seus habitantes também se convertem ao Islã.
Para se diferenciar de seus compatriotas de religião islâmica, alguns cristãos libaneses, particularmente maronitas, não se identificam como árabes, mas sim como descendentes dos antigos fenícios.

## Origem
De acordo com estudo genético de 2017 e outro de 2020, com amostras de DNA de libaneses muçulmanos, cristãos e drusos, 90 a 93% da genética libanesa é de origem autóctone canaanita e o restante provém de povos da Anatólia e do Sul da Europa (c. 1.000 a.C.), gregos (século IV a.C.) e povos do Cáucaso (domínio otomano sobre a região). Desse modo, há uma continuidade genética substancial na região desde, pelo menos, a Idade do Bronze.

## Diáspora libanesa
Nos séculos XIX e XX, muitos libaneses emigraram, sobretudo para o Brasil e Argentina. Há mais pessoas descendentes de libaneses fora do Líbano do que libaneses em seu país. Estima-se que há 15 milhões de pessoas com ascendência libanesa no mundo, a maioria delas no Brasil. Por outro lado, a população libanesa é de 6 milhões de habitantes.

### Brasil
O Ministério das Relações Exteriores brasileiro afirma haver entre 7 e 10 milhões de descendentes de libaneses no Brasil. Contudo, pesquisas independentes, baseadas na autodeclaração do entrevistado, encontraram números bem menores. Segundo pesquisa do Instituto Brasileiro de Geografia e Estatística de 2008, 0,9% dos brasileiros brancos entrevistados disseram ter origem familiar no Oriente Médio, o que daria cerca de um milhão de pessoas. Segundo outra pesquisa, de 1999, do sociólogo e ex-presidente do Instituto Brasileiro de Geografia e Estatística (IBGE), Simon Schwartzman, somente 0,48% dos brasileiros entrevistados afirmaram ter ancestralidade árabe, percentual que, numa população de cerca de 200 milhões de brasileiros, representaria em torno de 960 mil pessoas.
Os descendentes de libaneses têm forte participação na política brasileira, o que pode ser explicado pelo êxito econômico e pelos investimentos em educação das famílias árabes no Brasil. Dessa forma, seus descendentes conseguiram penetrar em diferentes segmentos da política brasileira, nos mais diferentes partidos políticos e sob várias ideologias. Segundo pesquisa de 1999, conduzida pelo sociólogo Simon Schwartzman, descendentes de árabes e de judeus eram os dois grupos mais bem-sucedidos no Brasil do ponto de vista econômico.
Dentre políticos brasileiros descendentes de libaneses estão: Michel Temer (ex-presidente), Paulo Maluf (ex-prefeito da cidade de São Paulo e ex-governador do estado de São Paulo), Tasso Jereissati (ex-governador do Ceará), Fernando Haddad (ex-prefeito de São Paulo e ministro nos governos Lula e Dilma) e Gilberto Kassab (ex-prefeito de São Paulo).